# Schoren (Dornbirn)
Schoren ist der 6. Stadtbezirk der Stadt Dornbirn (Vorarlberg, Österreich). Zusammen mit dem Bezirk Rohrbach wurde Schoren erst 1994 zu einem eigenen Bezirk erklärt. Davor gehörte er zur Gänze zum Bezirk Hatlerdorf. Heute zählt der Bezirk eine Gesamtbevölkerung von 5.638 Einwohnern (Stand 2012).

## Lage
Der Bezirk teilt sich das Gebiet südlich der Dornbirner Ach mit dem Mutterbezirk Hatlerdorf. Die Grenzen zwischen den beiden Bezirken verlaufen in etwa auf der Höhe der Straßenzüge Egeten, Bäumlegasse und Erlgrund durch teils sehr dicht bebautes Wohngebiet.

## Namensherkunft
Die Herkunft des Ortsnamens Schoren leitet sich aller Wahrscheinlichkeit nach vom Begriff „Schore“ ab, mit dem ein Kratzeisen zur Entfernung von Schlamm im Flussbett der Dornbirner Ach nach Überschwemmungen bezeichnet wurde. Die Lage des Bezirks am linksseitigen Ufer der Dornbirner Ach und daher auch die Betroffenheit dieser Gebiete von Überschwemmungen vor dem Bau des Achdamms in den 1830er-Jahren lässt den Schluss zu, dass die Bezeichnung des Geräts zur Schlammentfernung als Ortsname gewählt wurde.
Oft wird der Bezirksname Schoren mit einem männlichen bestimmten Artikel als Der Schoren bezeichnet, örtliche Angaben zum Bezirk lauten im Schoren.

## Infrastruktur

### Öffentliche Einrichtungen
Im Schoren sind relativ viele öffentliche Einrichtungen beheimatet. Die ehemaligen städtischen Grundstücke entlang der Ach wurden als Platz für neu entstehende Einrichtungen genutzt, so etwa das Pflegeheim Höchsterstraße (ehemals Altersheim), der neue Viehmarkt, das Bundesrealgymnasium und Bundesoberstufenrealgymnasium Dornbirn-Schoren, das Landesstudio Vorarlberg des Österreichischen Rundfunks, die ehemalige Kunsteisbahn, das Altersheim Birkenwiese, das Stadion Birkenwiese, die Landessportschule sowie die HTL Dornbirn. Weiters befindet sich im Bezirk auch das Messegelände mit dem Messestadion. Westlich der Rheintalautobahn befindet sich der Posten der Autobahnpolizei Dornbirn mit dem Zuständigkeitsbereich für das gesamte Rheintal.

### Wirtschaft
Wirtschaftszentrum des Bezirkes ist das Gebiet um das Messegelände beziehungsweise die Autobahnausfahrt Dornbirn West. Hier befindet sich mit dem Messepark das größte Einkaufszentrum des Landes. Neben dem Messepark sind hier Filialen der Handelsmarken Kika, Obi, Metro sowie das Four Points by Sheraton Hotel (im Panoramahaus Dornbirn) und zahlreiche andere Unternehmen angesiedelt.

### Verkehr
Durch den Bezirk führt die Lustenauerstraße (L 204) sowie die Rheintalautobahn (A 14) mit dem Anschluss 18 Dornbirn West (bis Februar 2022 Dornbirn Süd). In der Höchsterstraße (L 42 Werbenstraße) befindet sich die ÖBB-Haltestelle Dornbirn-Schoren, die 2007 anlässlich der Weltgymnaestrada 2007 zu einer modernen Bahnhaltestelle ausgebaut wurde. Dort halten Züge der S1.

### Sport
Im Schoren gibt es zahlreiche Sportmöglichkeiten. Entlang der Höchsterstraße befinden sich das Stadion Birkenwiese (Fußball und Leichtathletik), die Landessportschule, zwei Tennisanlagen, mehrere Reitställe, der Fitnessparcours sowie die südlichen Teile der markierten Dornbirner Laufstrecken. Im Messegelände befinden sich mehrere Trainings- und Wettkampfstätten für diverse Sportarten, die auch vom Sportgymnasium benutzt werden. Das Messestadion ist eine Mehrzweckhalle, die primär als Eishalle genutzt wird, aber auch für andere Sportarten wie Handball oder Hallenfußball geeignet ist.

### Kirche
Die Pfarrkirche Hl. Bruder Klaus, die Niklaus von Flüe geweiht ist, besitzt einen elliptischen Grundriss mit hohen Fensterwänden, eine angebaute Taufkapelle, einen freistehenden Turm sowie Betonglasfenster von Martin Häusle. Schoren wurde 1965 durch das Pfarrvikariat Bruder Klaus als eigene Seelsorge von der Pfarre Hatlerdorf abgetrennt.

## Fotos

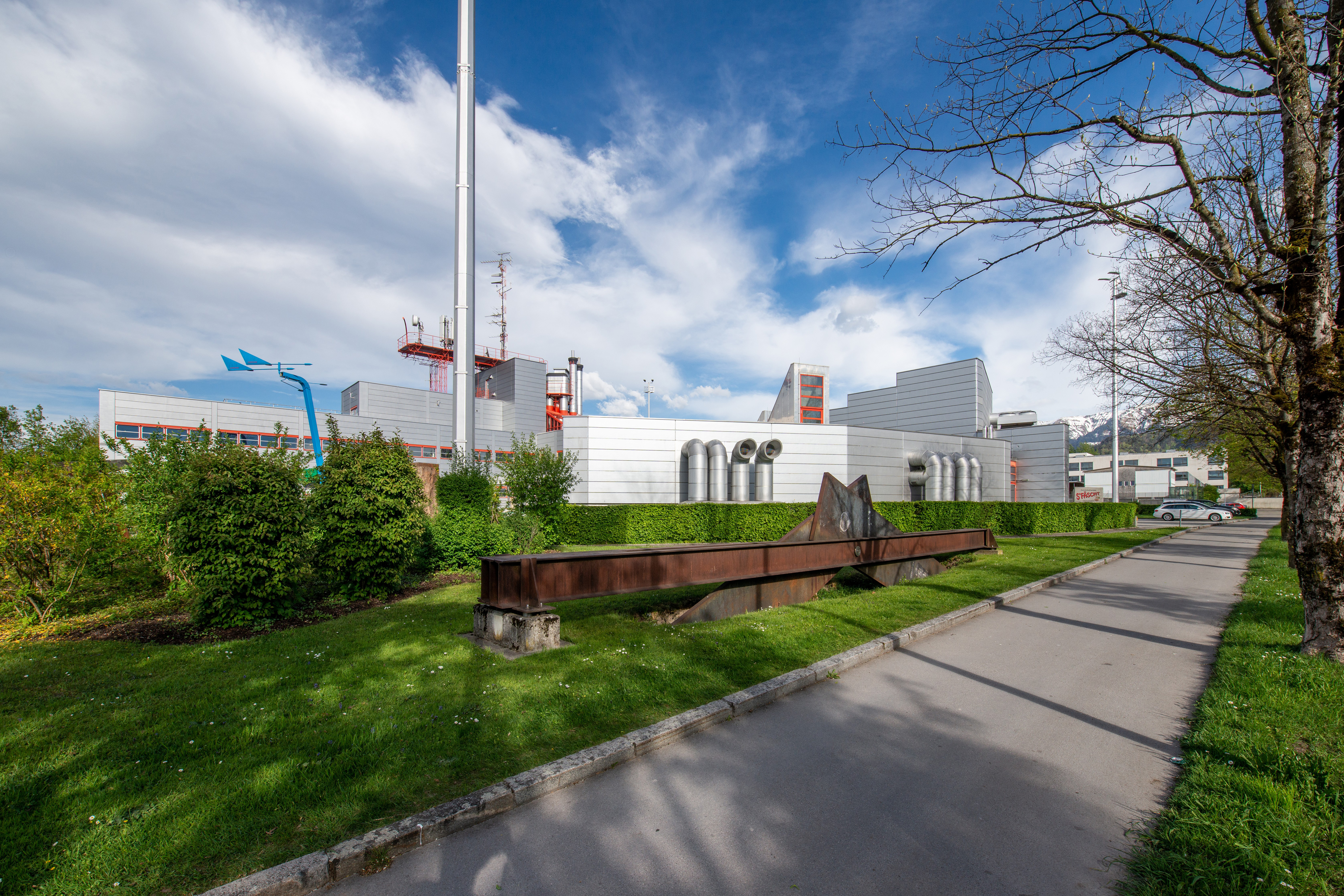
ORF-Landesstudio Vorarlberg
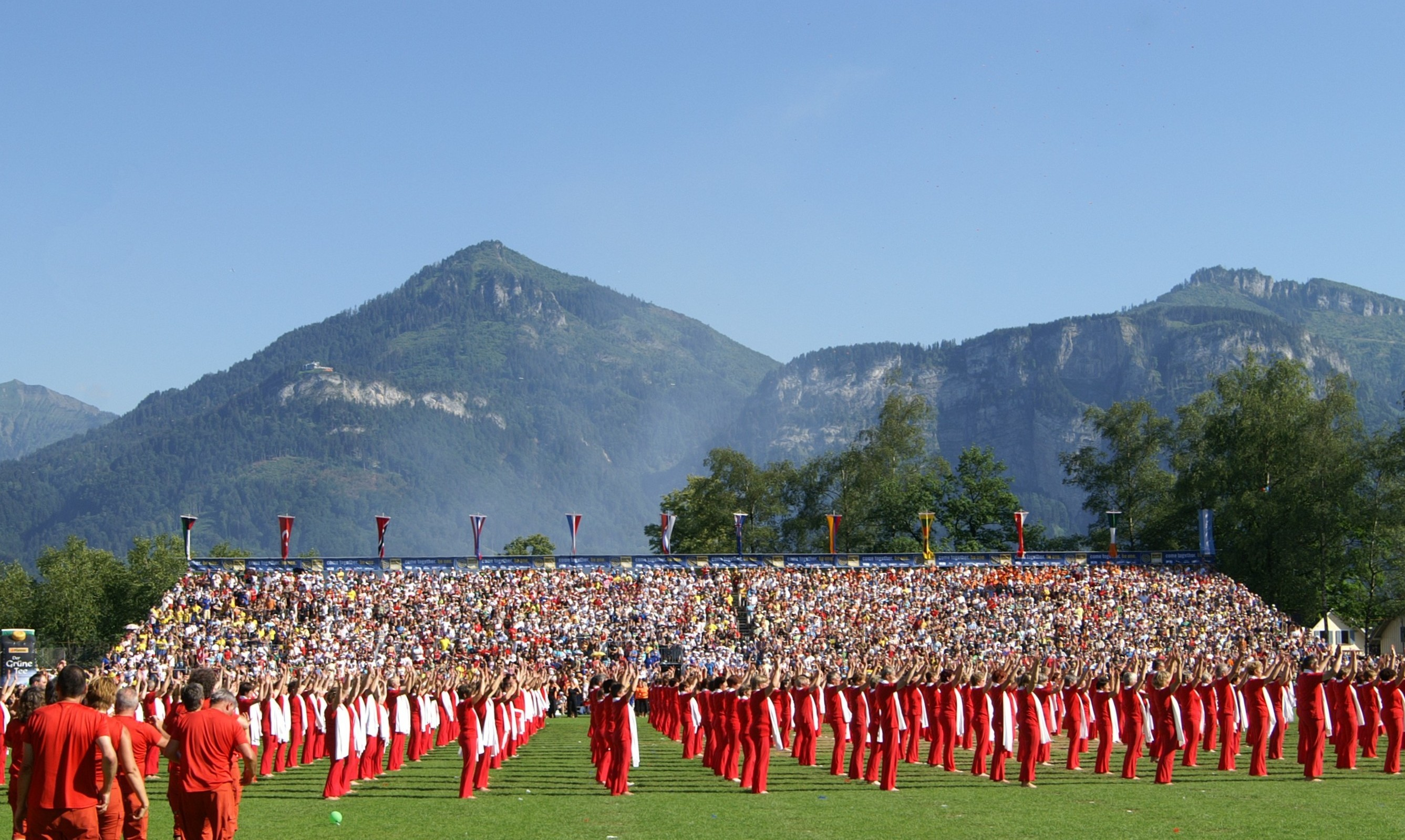
Stadion Birkenwiese zur Weltgymnaestrada 2007
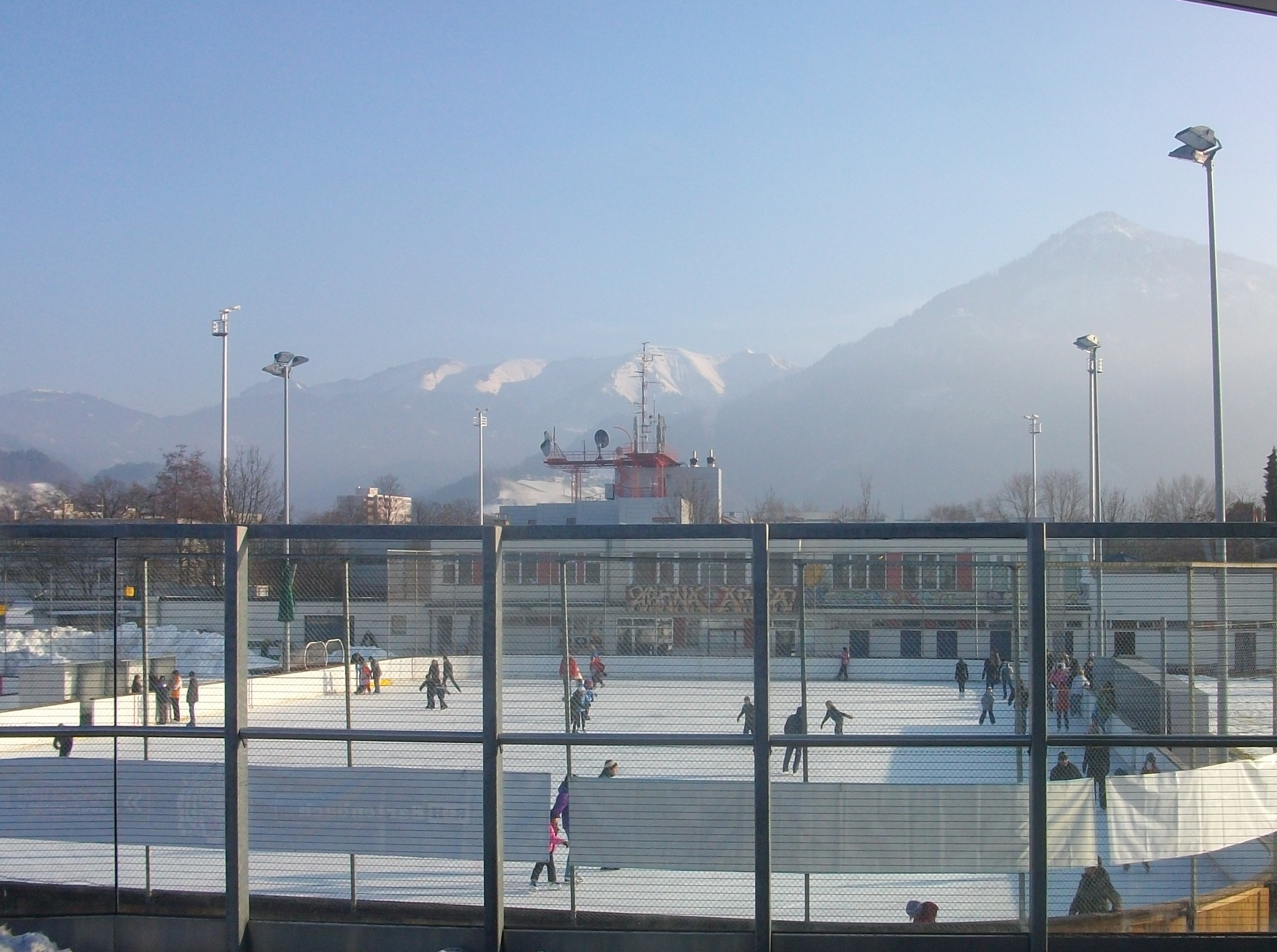
Jugendtreff Eislaufplatz
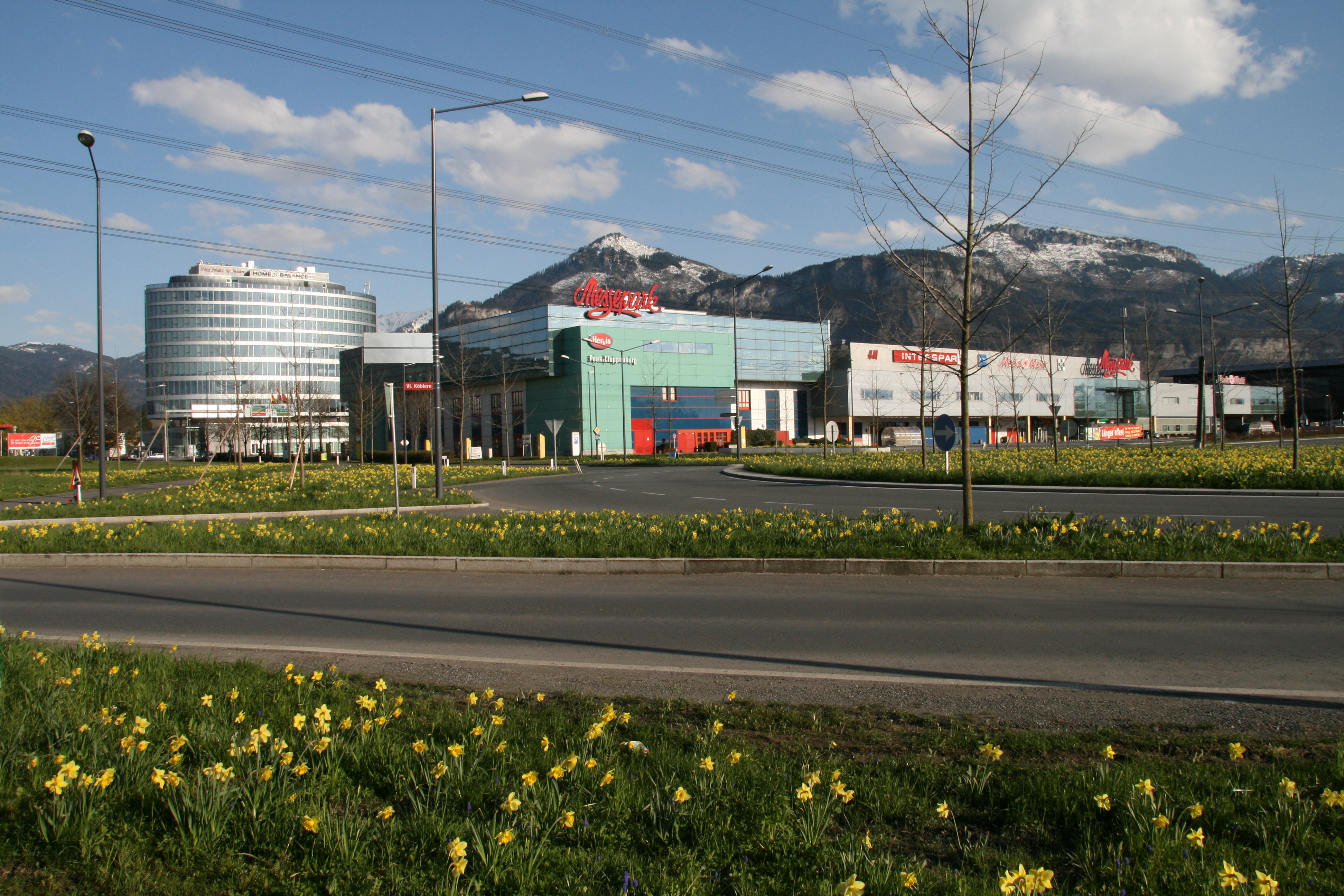
Gewerbegebiet Autobahnausfahrt Dornbirn-West